# Politique à Macao
Après le 20 décembre 1999, la souveraineté de Macao, autrefois aux mains du Portugal, a commencé à être prise en charge et exercée par la république populaire de Chine (RPC). Depuis, Macao est devenue une partie inaliénable de la Chine et est directement sous le gouvernement populaire central. Cependant, aucune des provinces, régions autonomes ou villes ne peut interférer dans les affaires de Macao. Pour entrer à Macao, la population doit demander une autorisation au gouvernement central.
Depuis le transfert de souveraineté (20 décembre 1999), Macao opère selon les principes du Gouvernement central de la république populaire de Chine de « un pays, deux systèmes » de « l'administration de Macao par la population de Macao » et « degré élevé d'autonomie ». En vertu de ces principes, la Déclaration commune sino-portugaise sur la question de Macao et de la Loi fondamentale de Macao, la ville chinoise devient une Région administrative spéciale, donc bénéficiant d'un statut spécial, semblable à Hong Kong.
Elle est administrée par les habitants et non par les officiers de la république de Chine. Elle possède une grande autonomie dans tous les aspects et les questions liées à celle-ci, sauf dans les questions relatives à la défense et aux affaires étrangères (politique étrangère), et, dans ce dernier domaine, Macao a encore une certaine autonomie. Par exemple, la ville et ses associations (à l'exception des politiques) peuvent, par elles-mêmes, établir des relations, des célébrations et des accords avec les pays, les régions et les organisations internationales avec le nom de « Macao, Chine ». Avec cette désignation, Macao peut également participer, par elle-même, aux organisations et conférences internationales et aux événements sportifs par exemple,.
Le principe « un pays, deux systèmes » et la Loi fondamentale stipulent que le système financier et économique (capitaliste), social, fiscal, de sécurité et de contrôle de l'immigration et des frontières, et les droits et libertés des citoyens doivent rester inchangés pendant au moins 50 ans, c'est-à-dire au moins jusqu'en 2049.
Macao possède également le pouvoir exécutif, législatif et juridique indépendant de la république populaire de Chine, y compris le procès en dernier instance.

## Structure politique

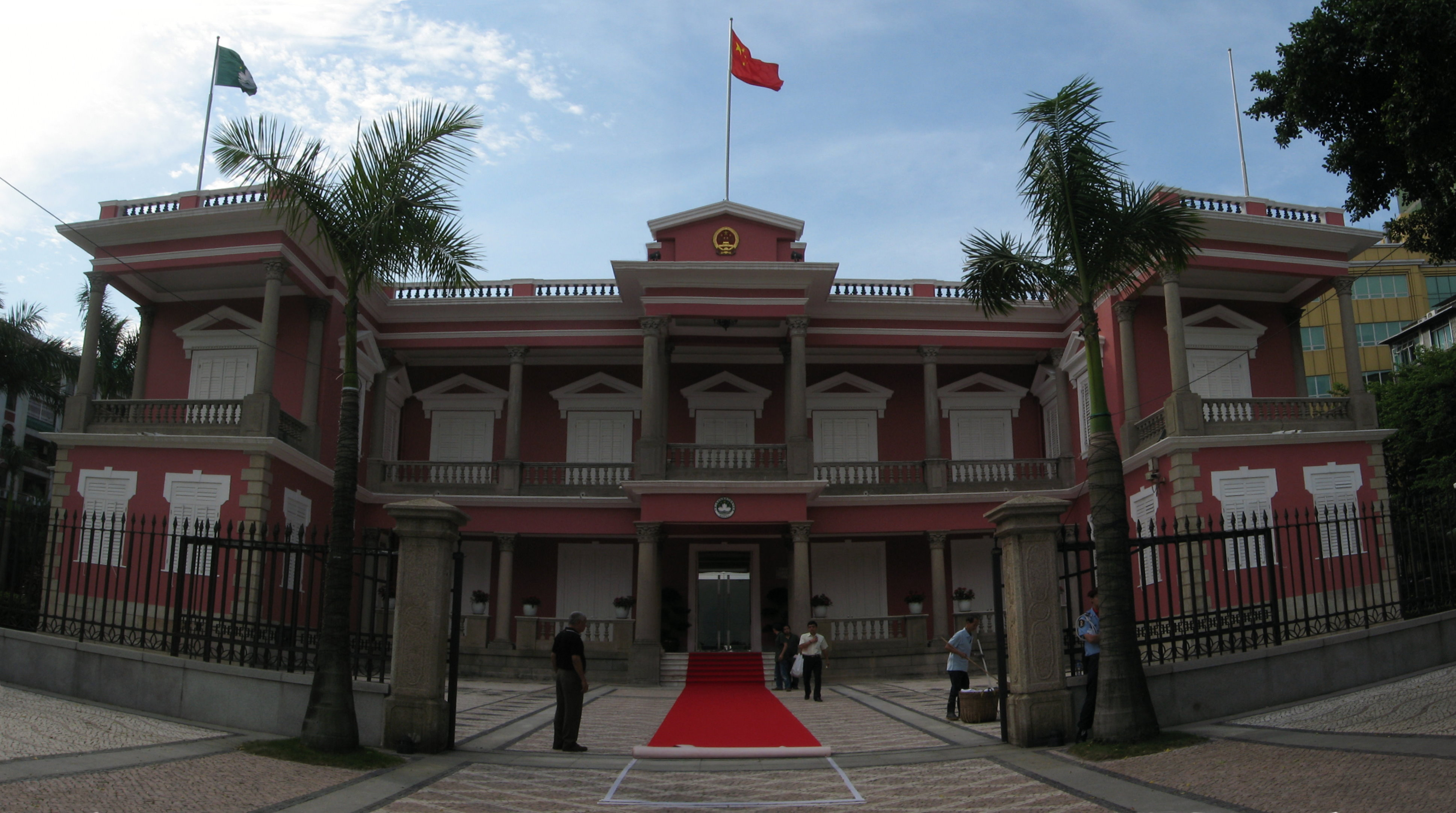
Le Palais du gouverneur. Avant 1999, le Gouverneur de Macao, travaillait ici, et a été le plus important centre politique du territoire. Après 1999, demeure le siège officiel de la RAS, le chef de l'exécutif, mais ne travaille plus là d'où sa baisse significative. Actuellement, il ne sert plus de lieu de réception des diplomates et des figures importantes.

Le Blason de la Région administrative spéciale de Macao.

Conformément à la Loi fondamentale, la structure politique de Macao, différente et théoriquement indépendante de la république populaire de Chine, est formée principalement par le chef de l'exécutif, le gouvernement et le Conseil exécutif, l'Assemblée législative et le système judiciaire (le tribunal et le Ministère public).
Le corps exécutif et législatif de Macao est composé de résidents permanents de la région, conformément aux dispositions de la Loi fondamentale. Le gouvernement populaire central nomme le chef de l'exécutif, les titulaires de postes clés au sein du gouvernement, ainsi que la procureur de Macao.

### Pouvoir exécutif
Le gouvernement, composé de 5 secrétaires, 2 commissaires, plusieurs directions des services, des départements et divisions, est l'organe exécutif de Macao et est dirigé par le chef de l'exécutif de Macao.
Le gouvernement a pour tâches principales de définir et appliquer les politiques, de gérer les différentes questions administratives, de traiter des affaires étrangères, lorsque le gouvernement populaire central l'y autorise, d'organiser et de présenter le budget et les comptes définitifs, présenter des projets de loi et des projets de résolutions, élaborer des règlements administratifs et de désigner du personnel pour assister aux sessions de l'Assemblée législative pour entendre les opinions ou pour parler au nom du gouvernement.
Les titulaires des postes clés du gouvernement doivent être des citoyens chinois de Macao, des résidents permanents qui ont résidé habituellement à Macao au moins quinze années consécutives, ils peuvent être nommés et révoqués par le gouvernement populaire central sous proposition du chef de l'exécutif.
Le gouvernement indique à l'Assemblée législative de Macao les éléments suivants : assurer le respect des lois approuvées par elle, la présentation des rapports des lignes de gouvernement au moins une fois par an, soumettre un rapport de budget, le degré de l'exécution du budget, et de répondre aux questions des députés.

### Chef de l'exécutif
Le Chef de l'exécutif, le plus important organe politique à Macao, est toujours occupé par un résident chinois éminent citoyen de Macao. Il est conseillé par le Conseil exécutif, composé de 7 à 11 administrateurs.
Il est choisi par une "Commission électorale, composée de 300 membres nommés par les associations ou organisations représentant les intérêts des divers secteurs de la société de Macao, dûment enregistrés et régulièrement interrogés par des membres de l'Assemblée législative de Macao, par les députés de l'Assemblée nationale populaire et par les représentants de Macao, à la Conférence consultative politique du peuple chinois. Après son élection, le chef de l'exécutif n'a pas encore été officiellement désigné, il doit encore être accepté par le gouvernement central chinois. M. Edmund Ho Hau-wah, un dirigeant de la communauté, un homme d'affaires et un ancien banquier, est le premier et l'actuel chef de l'exécutif de Macao, en remplacement du gouverneur portugais général Vasco Joaquim Rocha Vieira (désignés directement par le Portugal) dans les premières heures du 20 décembre 1999.

### Pouvoir législatif

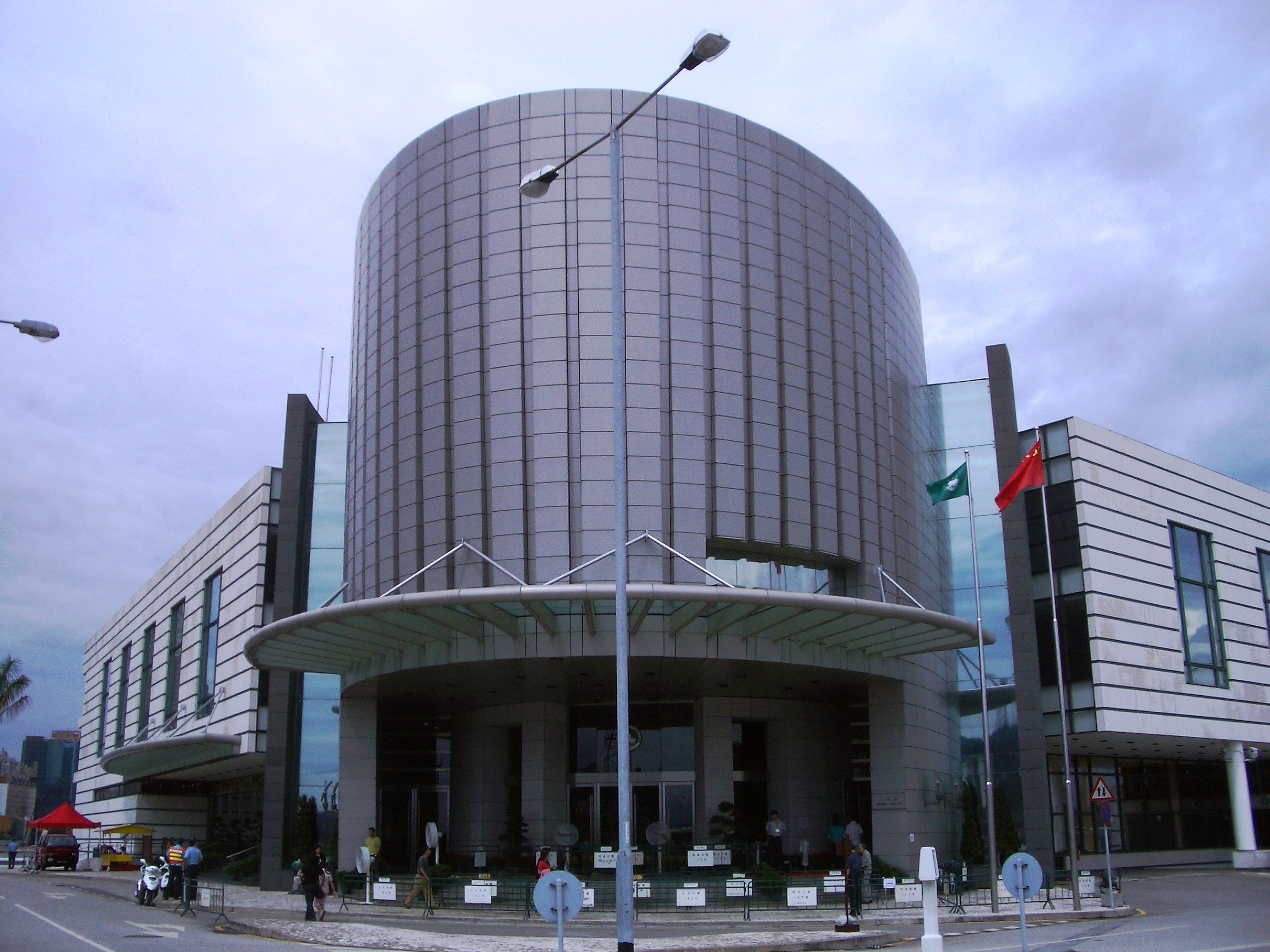
Assemblée législative de Macao

L'organe législatif de Macao est l'Assemblée législative (AL), composé de 29 membres élus ou désignés de différentes façons: 12 sont élus directement (élections) par les électeurs, 10 sont des élus (élection indirecte) par des organisations ou associations représentant les intérêts des différents secteurs de la société locale, qui ont acquis la personnalité juridique depuis au moins trois ans, et ont été officiellement enregistrés et régulièrement interrogés, et 7 sont nommés par le chef de l'exécutif. L'assemblée est responsable de l'élaboration des lois et a le pouvoir en vertu de la loi, de reconnaître la question et de présenter une motion de censure contre le chef de l'exécutif, ou de communiquer directement la motion au Gouvernement populaire central. Elle a également le pouvoir de modifier le mode d'élection du chef de l'exécutif en 2009.

### Pouvoir judiciaire
Les organes judiciaires de Macao sont les tribunaux et le ministère public.

#### Tribunaux
Les tribunaux sont les seuls organes habilités à exercer des pouvoirs judiciaires. Ils ont la responsabilité d'assurer les droits et les intérêts juridiquement protégés, de sanctionner la violation de la loi et de traiter les conflits d'intérêts publics et privés. Les tribunaux sont indépendants et décident des questions uniquement en conformité avec le droit, ne sont pas soumis à l'ingérence des autres pouvoirs ou des ordres ou des instructions.
Les juges de tous les tribunaux sont nommés par le chef de l'exécutif, sur proposition d'une commission indépendante composée de juges, d'avocats et d'éminentes personnalités locales. Les présidents des tribunaux sont désignés parmi les juges par le chef de l'exécutif.
Il y a la Cour de première instance, la Cour d'appel et la Cour de cassation. Les tribunaux de première instance sont divisés en  Tribunal Judiciaire de Base et Cour administrative.

#### Ministère public
Le ministère public est un organe judiciaire qui réalise avec indépendance les fonctions qui lui sont attribuées conformément à la loi.. Il a pour fonction de représenter les tribunaux de Macao, l'exercice de la poursuite, la défense de la légalité, les intérêts que la loi détermine, et l'exercice de contrôle sur l'application de la Loi fondamentale de Macao, dans les circonstances envisagées dans les lois de procédure. Le ministère public est autonome, dans l'exercice de leurs fonctions et leurs pouvoirs de façon autonome et libre de toute ingérence.
Le procureur est le dirigeant et représente le ministère public, nommé par le chef de l'exécutif et par le gouvernement populaire central. Les autres magistrats sont nommés par le chef de l'exécutif sur la proposition du Procureur,.

## Système juridique
Le système juridique de Macao est basé sur le concept d'État de droit, à l'indépendance du pouvoir judiciaire, la défense des droits de l'homme et les droits et libertés fondamentales des citoyens. Ce système est essentiellement fondé sur le modèle de la loi portugaise, et donc en partie de la famille des systèmes juridiques continentaux de la racine (romain germanique).
De 1987 à 1999, le système juridique a été complètement modernisé en vue du transfert de la souveraineté de Macao à la république populaire de Chine. Ainsi a été adopté une série de nouvelles lois et codes, y compris le Code pénal (1995), le Code civil (1999), le Code de commerce (1999), le Code de procédure pénale (1996) et le Code de procédure civile (1999). Après la transition, le système a continué d'être réformé, tels que l'utilisation du chinois dans les tribunaux et les lois.
Bien que, depuis la création de Macao, ce système a subi plusieurs changements, des améliorations et des adaptations pour répondre à la Loi fondamentale de Macao et le nouveau statut de Macao en tant que région administrative spéciale, il est maintenu pendant au moins 50 ans à compter de la date du transfert de souveraineté (1999), avec le principe de un pays, deux systèmes. Pour cette raison, toutes les lois en vigueur avant 1999 ont été maintenues, sauf une petite partie en contradiction avec la Loi fondamentale.
D'un point de vue constitutionnel, le système juridique de Macao se caractérise par l'existence d'un texte constitutionnel en conformité avec le droit interne de Macao, la Loi fondamentale de la région administrative spéciale de Macao, promulgué par Assemblée nationale populaire de la république populaire de Chine en 1993. En général, les lois nationales de la Chine ne s'appliquent pas à Macao, à l'exception de ceux expressément énoncés à l'annexe III de la Loi fondamentale. Actuellement, ils sont 11 et traitent des questions qui ne figurent pas dans le statut autonome du territoire, tels que la défense nationale et les relations extérieures.
Depuis le début des années 1990, l'éducation juridique relève de l'Université de Macao, qui propose des cours de Licence et de Maîtrise en droit en portugais et en chinois, et certains cours de master en anglais. Cette université offre également des cours de doctorat et Postgraduate également en droit. La formation de magistrats, d'autres officiers de justice ou les professionnels de la justice proviennent principalement du Centre pour la formation juridique et judiciaire.
Le secteur du jeu, qui est une activité fondamentale de Macao, est soumise à une réglementation bien conçue et a donc développé un bon droit de jeu. À Macao, il n'ya pas de peine de mort ou de prison à vie, parce qu'ils ne sont pas prévus dans le Code pénal.
Une grande partie de la législation de Macao peut être trouvée gratuitement sur le site officiel de Macao.

## Société civile et politique
Traditionnellement, à Macao il y a relativement peu d'activisme politique et peu de pression exercée par la société civile pour des politiques de réforme ou la démocratisation du système politique. Politiquement, la société civile de Macao est souvent qualifiée de traditionnelle, peu active, peu exigeante et peu participative. Mais, en raison principalement de la croissance économique rapide, l'elargissement du fossé entre les riches et les pauvres, la corruption et le manque de transparence du gouvernement de Macao, de nombreuses protestations se produisirent, principalement en 2007. Les plus récentes datant du 1er mai 2007 (Fête du Travail) et du 20 décembre 2007, lors du huitième anniversaire de la création de la Région administrative spéciale. Au cours de la dernière protestation, de 1500 à 3500 personnes descendirent dans les rues pour réclamer un système politique plus démocratique, demandant au gouvernement la pleine mise en œuvre du suffrage universel dans les élections directes à l'Assemblée législative de Macao et du chef de l'exécutif de Macao. Ils ont également manifesté pour une plus grande transparence du gouvernement, une plus grande indépendance de la recette du jeu et l'introduction de mesures visant à réduire l'écart entre les riches et les pauvres,.
Mais même avec l'augmentation du nombre de protestations, la société civile reste encore peu mature politiquement et une culture de la surveillance constante des mesures prises par le gouvernement, une culture de participation dans la politique et les questions connexes dans l'intérêt public et une culture de la défense constante de la liberté est des droits fondamentaux des citoyens.

### Électeurs recensés
Fin mai 2008, environ 220 mille personnes ou électeurs sont recensées et 923 électeurs collectif (associations ou organisations locales).

## Système de «partie» (ou associatif)
À Macao, traditionnellement, ceux qui veulent lutter pour une cause (pas nécessairement une cause politique) s'organisent, formant des associations. Il existe environ 3800 associations de divers ordres: la politique, les Communautés, d'intérêt entreprenarial, professionnelle, la culture, la religion, le Sport (environ 1000), de  charité, les milieux scientifiques et universitaires, la protection de l'environnement et de compatriotes, etc.. Lorsque Macao était encore sous administration portugaise, ces associations, en particulier de la communauté et de charité (les plus anciennes), ont joué un rôle important dans le maintien de contacts entre la communauté chinoise et le gouvernement portugais, pour régler les différends et promouvoir les activités sociales.
Le Loi fondamentale de Macao protège la liberté d'association et à participer à des associations. Mais malheureusement, il est estimé que seulement environ 8 % de la population de Macao est impliqué dans les activités des associations, montrant la faiblesse de la participation populaire à la politique et la vie civique. En outre, dans la plupart des cas, cette forme de participation volontaire permet à un grand degré de contrôle par le gouvernement, à travers la pratique de l'opportunité des subventions, et les forces pro-chinoise et pro-gouvernementales et de l'oligarchie des affaires de Macao, qui reflètent et perpétuent les organismes sociaux et les dirigeants de nombreuses organisations, notamment l'intérêt des entreprises, donc un moyen de défendre leurs intérêts en tant que ces institutions ont le droit d'élire les députés au suffrage universel indirecte à l'Assemblée législative et choisir les membres de la commission électorale et du chef de l'exécutif. Et par conséquent, la plupart de ces associations ont le droit de vote au suffrage indirect (étant donné que toutes les associations et les organisations ont le droit de vote en ne respectant pas toutes les conditions pour l'enregistrement des électeurs en tant que collectif), sont pro-chinois et pro-gouvernementaux.
Curieusement, il n'y a pas de parti politique à Macao étant donné que les associations ou organisations à des fins politiques n'a jamais adopté le nom de « parti », lui préférant le terme « association » . C'est le cas de l'« Association Nouveau Macao Démocratique », le principal mouvement politique pro-démocratique.
Toutefois, au fil du temps, un nombre croissant de personnes ont commencé à remarquer les symptômes du changement de politique au sein même du système de Macao. Les associations politiques ont commencé à gagner en popularité et en influence d'une société en mutation causée principalement par l'ouverture de Macao au monde des forces du marché et de l'injustice sociale causée par la croissance économique rapide. La composition de l'Assemblée législative (AL) a forcément tendance à refléter cette nouvelle réalité économique et sociale de la Région administrative spéciale.
Mais néanmoins, les associations politiques de Macao, en comparaison avec le rôle joué par les partis politiques en vigueur dans les démocraties occidentales  du même type ou de Hong Kong, sont encore relativement faible et ont peu d'influence. Actuellement, il existe un certain nombre d'associations qui ont, individuellement ou ensemble (formant une sorte de coalition) présentent des candidats aux élections législatives.

### Exemples d'associations actives
Ci-dessous une courte liste d'exemples d'associations (pas forcément les associations politiques) existante à Macao :
- Association des laïcs catholiques de Macao
- Général de l'Association bouddhiste de Macao
- Association commerciale de Macao
- Association Predial de Fomento Comercial de Macao
- Association des constructeurs et des sociétés civiles Fomento Predial Macao
- Association des commerçants de l'automobile et du commerce de Macao
- Association des industries de Macao
- Association pour le bénéfice de l'Hôpital Kiang Wu
- Association des Beneficencia Sin Tong Tong (ou Tung Sin Tong)
- Association de la défense d'intérêt de Macao
- Fédération de Macao de football
- Association nouveau Macao démocratique
- Macao Lawyers Association
- Association de Macao
- Association des travailleurs de la fonction publique de Macao
- Les Femmes de l'Association générale de Macao
- Association générale du commerce de Macao
- Association de Promotion de l'enquête de Macaenses
- Caritas Macao
- Centre démocrate de Macao
- Union générale des Voisins Association de Macao
- Union générale des travailleurs